# Зальцман, Йодок
Йодок Зальцман (нем. Jodok Salzmann, род. 27 марта 1995, Дорнбирн, Форарльберг) — австрийский шоссейный велогонщик.

## Карьера
В 2018 году принял участие на Чемпионате мира в командной гонке среди профессиональных команд в составе WSA–Pushbikers по итогам которой команда заняла 22-е место.

## Достижения

### Шоссе
2017
3-й на Гран-при Геменца
2018
2-й этап Тур Бихора (ITT)
22-й на Чемпионат мира — командная гонка
5-й на V4 Special Series Debrecen-Ibrány
8-й на Visegrad 4 Bicycle Race - GP Hungary
2019
4-й на Тур Верхней Австрии

### Маунтинбайк
2013
2-й на Чемпионате Австрии — кросс-кантри (юниоры)